# Pilgerflasche (Heraldik)
Die Pilgerflasche ist in der Heraldik eine gemeine Wappenfigur und kommt selten im Wappen vor. Sie wird auch als Reiseflasche bezeichnet und spielt als Heiligenattribut eine besondere Rolle.
Dargestellt wird ein Trinkgefäß, welches oft, wenn nicht allein im Schild oder Feld, von einer Person, besonders eines Pilgers am Gürtel, getragen wird. Auch kann die Flasche in der Hand gehalten werden.
Die Reise- oder Pilgerflasche ist im Wappenschild oder Wappenfeld von sehr unterschiedlicher Form und bei der Wappenbeschreibung zu erklären. Alle heraldischen Farben sind zugelassen. Es gibt keine bevorzugte Tingierung. 

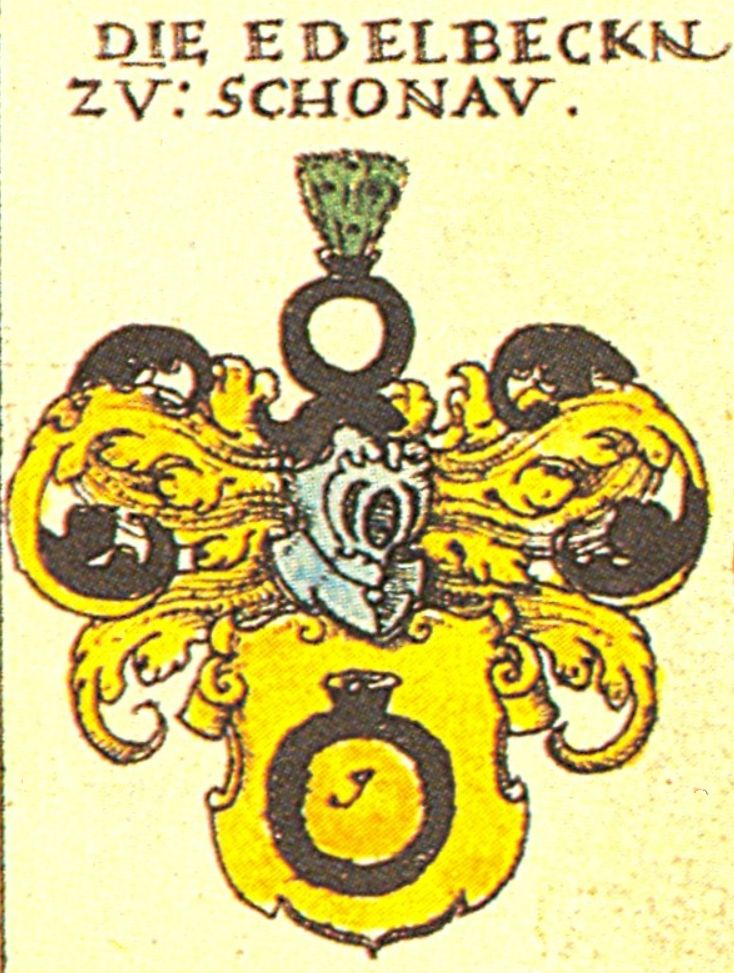
Wappen der Freiherren von Edelbeck (niederbayrisches Adelsgeschlecht)
Herbstein (Stadt im mittelhessischen Vogelsbergkreis)
Poppenhausen (Unterfranken)